# Cheirodendron dominii
Cheirodendron dominii, biljna vrsta iz porodice brestanjevki. Rijetka je biljka i ugroženi endem s Havaja. Raste na visinama od 550 do 1600 metara, i to na četiri lokaliteta (2016.), na kojima se broj od 17 000 jedinki smanjuje.
Vrstu je opisao 1991. češki botaničar Vladimír Krajina.